# Oued Morra
Oued Morra è un comune dell'Algeria, situato nella provincia di Laghouat.